# Sud-Aviation SA321 Super Frelon
Pour les articles homonymes, voir Frelon (homonymie).
Le SA.321 Super Frelon est un hélicoptère lourd conçu par la société française Sud-Aviation, en collaboration avec Sikorsky (rotors) et Fiat (transmission).
Le dernier Super Frelon français a atterri le 6 mai 2010 au musée de l'aviation navale à Rochefort. Il est temporairement remplacé depuis par l'EC225 d'Eurocopter avant d'être définitivement remplacé par le NH90.
La flottille 32F l'a utilisé pendant 44 ans de 1966 à 2010.

## Deux prototypes
Début 1960, il devint évident au sein du bureau d'études de Sud-Aviation à La Courneuve que le SNCASE SE.3200 Frelon ne répondait pas aux exigences du marché d’État pour lequel deux prototypes avaient été construits. Partant des leçons de cet échec, trois nouvelles configurations furent développées, SA.3210, SA.3220 et SA.3230. C’est finalement la première, qui ne conservait du Frelon que la formule trimoteur, qui fut retenue et deux prototypes furent mis en chantier, toujours à la Courneuve, en septembre 1961. Amphibie, le futur appareil disposait d’un nouveau rotor à 6 pales mis au point par Sikorsky et d’une chaîne de transmission fournie par Fiat.
Le SA 3210-01 [F-ZWWE] fut achevé en version « Armée de l’air », donc avec une coque hydravion permettant un amerrissage en toute sécurité, mais sans flotteurs. Équipé de turbines Turbomeca Turmo III C-2 de 1 300 ch et d’un train fixe, il effectua son premier vol à Marignane le 7 décembre 1962 avec un équipage bien connu, qui avait couvert la totalité du programme Frelon : Jean Boulet, Roland Coffignot, Joseph Truchini et JM Besse.
Remis au standard après avoir battu une série de records de vitesse, le 01 participa aux essais du missile air-mer Exocet en 1973 avant de rejoindre le Musée de l'Air et de l'Espace du Bourget le 14 mars 1974.
Le SA 3210-02 [F-ZWWF] représentait la version « Marine » et disposait donc de flotteurs latéraux dans lesquels s’escamotaient les trains principaux. Cet appareil effectua son premier vol le 28 mai 1963 et fut présenté avec le 01 au Bourget à l’occasion du 25e salon aéronautique. Utilisé pour des essais marins sur le lac du Bourget puis l’étang de Berre, il participa aussi aux premiers appontages sur le porte-hélicoptères Jeanne d'Arc. Il termina sa carrière au CEV (cabine transformée en simulateur et fuselage utilisé pour des essais incendie).

## Records
Dès mai 1963, les résultats obtenus durant les essais en vol incitèrent à modifier le 01 pour s’attaquer aux records de vitesse pour hélicoptère. Avec l’aide de Marcel Riffard, dessinateur des fameux avions de course Caudron, on s’attacha donc à affiner l’appareil : les têtes de rivets furent recouvertes d’adhésif, les poignées des portes démontées, les hublots bombés remplacés par des hublots plats, le décrochement arrière effacé sous un carénage, le train d’atterrissage remplacé par des patins non amortis et le moyeu du rotor principal équipé d’un carénage hémisphérique. Le prototype fut allégé au maximum, mais des instruments de télémesure furent ajoutés pour surveiller depuis le sol la tenue des rotors.
L’appareil fut confié à Jean Boulet et Roland Coffignot, assistés de Joseph Turchini et la première tentative eut lieu au-dessus de la plaine de la Crau, au nord de la Camargue, le 18 juillet 1963.
Le 19 juillet 1963, le record sur base de 3 km était porté à 341,23 km/h au-dessus de la base d’Istres. Le 23 juillet 1963, le record sur base 15/25 km détenu par le Sikorsky SH-34 depuis février 1962 passa de 320,39 à 350,47 km/h et le même jour le record sur 100 km en circuit fermé fut pulvérisé : 334,28 km/h.

## Quatre appareils de présérie
Les prototypes furent suivis de 4 appareils de présérie [F-ZWWH/K], un seul étant en configuration Armée de l’Air, le 04 (premier vol le 4 mai 1964). Il servit à des essais radio, puis fut finalement équipé de flotteurs et livré à la Marine nationale en 1969. Le 03 (premier vol le 31 janvier 1964) servit aux essais d’endurance et à la mise au point des turbines avant d’être confié à l’Aéronautique navale. En mai 1965, il fut victime d’une rupture de l’arbre de transmission du rotor anti-couple et s’écrasa dans le Golfe de Saint-Tropez (1 tué, 4 blessés). Le 05 (premier vol le 28 juillet 1964) fut utilisé pour les essais de pliage des pales et de la poutre de queue, puis des essais de moteur au CEV, avant d’être livré à son tour à la Marine en mai 1984, et le 06 (premier vol le 9 janvier 1965) était équipé d’un sonar pour les essais de lutte ASM. Il se distinguait par un radar à l’avant du nez qui lui valut le surnom de Pinocchio au CEV. Livré à la Marine le 9 octobre 1969, il fut perdu lors d'un amerrissage d'urgence au large de la Corse le 19 octobre 1989.

## Production et caractéristiques
La production de série fut lancée en septembre 1964, impliquant plusieurs usines : les fuselages étaient construits à Marignane, où étaient également effectués l’assemblage et les essais en vol. À Toulouse, Sud-Aviation produisait les portes arrière, Latécoère la pointe avant et Messier l'atterrisseur. Les capots-moteur et flotteurs sortaient de l’usine de Saint-Nazaire et les transmissions mécaniques de l’usine Fiat de Turin. Une répartition qui fut modifiée à plusieurs reprises en fonction des contraintes industrielles et des commandes. Le premier Super Frelon de série prit l’air le 30 novembre 1965. Au total 99 Super Frelon ont été construits, 27 pour la France et 72 pour des clients à l’exportation, cinq cellules inachevées ont servi de stock de pièces détachées.
La cabine est dimensionnée pour le transport d'un maximum de 27 militaires avec 7 m de longueur, 1,9 m de largeur et 1,83 m de hauteur.

## Les versions
- SA 321F : Fort de plusieurs commandes militaires, le bureau d’études Sud-Aviation envisagea une version civile de transport pour concurrencer les appareils américains Boeing-Vertol 107 et Sikorsky S-61, utilisés en particulier pour les opérations off-shore. Il fallait pour cela supprimer le décrochement arrière, ce qui permettait d’ajouter des sièges et des toilettes. Les flotteurs latéraux furent également modifiés et transformés en soutes à bagages. Deux versions étaient envisagées, 34⁄37 passagers ou mixte pour 14 passagers et du fret. Une maquette grandeur fut présentée au salon du Bourget en 1965 et un prototype mis en chantier à partir de la cellule no 116. Le SA 321F no 01 [F-WMHC] effectua son premier vol le 7 avril 1967 piloté par Roland Coffignot. Les essais révélèrent que l’appareil était extrêmement sûr, tenant parfaitement en vol sur deux turbines, avec des performances supérieures à ses concurrents.

Pour tester l’appareil en ligne, le prototype fut mis à la disposition de la compagnie Olympic Airways qui l'exploita durant les saisons d'été 1968 et 1969 sur le réseau insulaire grec. Mais cette exploitation étant largement déficitaire, elle ne fut pas renouvelée. Devenu [F-BTRP], puis stocké de nombreuses années, cet appareil a été partiellement restauré en septembre 1991 par l’école des apprentis de l’Aérospatiale et cédé au Musée de l’Hélicoptère (en) à Weston-super-Mare. Acheminé en Grande-Bretagne par la route, il y est exposé, repeint aux couleurs d’Olympic Airways.
- SA 321G : l’Aéronautique navale française passa commande en 1963 de 17 Super Frelon, en deux sous-versions :
  - SA 321Ga : Hélicoptère de manœuvre et d'assaut polyvalent pouvant embarquer 32 hommes, ou 15 blessés et 2 infirmiers, ou 4 500 kg sous élingue, ou 22 m3 en soute.
  - SA 321Gb : hélicoptère de lutte ASM (grenades Mk 54, torpilles Mk 44 et L4 puis Mk 46 et L6, missiles AM 39 Exocet), reconnaissable à un radôme à l'avant du fuselage.
- SA 321 J : le 24 mars 1970, Pierre Maulandi, André Lachaud et deux pilotes australiens décollèrent de Marignane pour convoyer cette machine jusqu'à Lae, en Nouvelle-Guinée. Acheté par un client australien, cette version de travail aérien a donc couvert 18 842 km en 18 jours de vol (29 escales) à 203 km/h de moyenne, dont une étape de 1 185 km (Charjah-Karachi) grâce à trois réservoirs supplémentaires.

Développé en parallèle du modèle destiné à la Marine nationale, la version de transport lourd, dite terrestre, a été présentée, les 16 et 18 juin 1970, sur la base aérienne 107 Villacoublay aux états-majors des armées de Terre et le l'Air.
- SA 321K : version export destinée à Israël, avec turbines General Electric T58. 12 appareils construits.
- SA 321L : version export destinée à l'Afrique du Sud.
- SA 321M : version export destinée à la Libye.

## Utilisateurs

### Utilisateurs militaires
- Afrique du Sud : 16 SA 321L ont été livrés au No 15 Sqdn de la South African Air Force basé à Swartkop en 1967. Utilisés durant les opérations en Angola, ils ont été remplacés par des AS.332L Super Puma

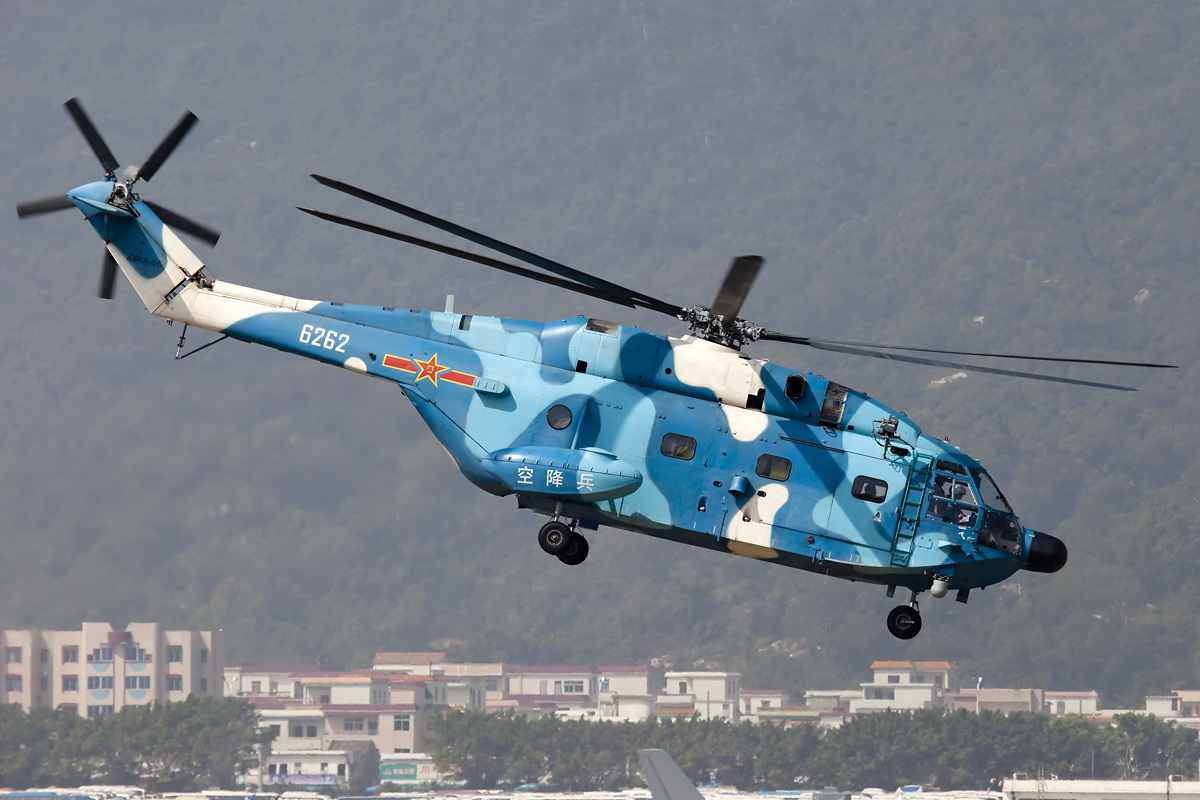
Un Z-8KA, version chinoise du Super Frelon dont le premier vol a lieu en 2007.

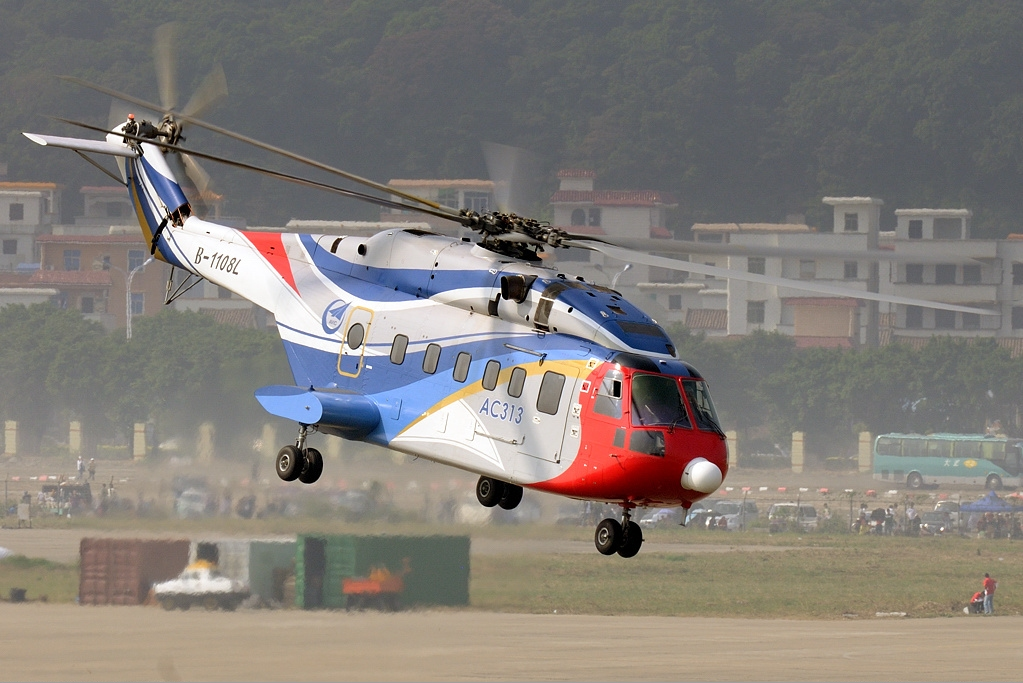
Les Avicopter AC313 et Changhe Z-18 représentent la seconde génération du Super Frelon chinois.

- Chine : 12 appareils ont été acquis par la Chine chez Aérospatiale et livrés entre décembre 1975 et avril 1977 puis copiés par rétroingénierie sous la désignation locale Changhe Z-8A dont le premier vol a lieu le 12 décembre 1985[2] (15 à 20 unités produites), puis Z-8F, Z-8K/KA, Z-8 JA/JH. (Le nombre de ces versions ultérieures produites est inconnu, mais probablement substantiel.) Dès les Z-8F, ils ont été motorisés par des turbines Pratt & Whitney PT6B-67A de 1 941 ch en lieu et place des copies WZ-6 des Turboméca 3C III de 1 512 ch originels. Utilisés par la marine et l'aviation des forces terrestres de l'armée populaire de libération. En 2010, l'Avicopter AC313, une version modernisée civile du Z-8 prend l'air et un dérivé destiné à des missions militaires, le Changhe Z-18 (en), est présenté en 2014.
- France : Le Super Frelon a été utilisé par la Marine nationale dans son Aéronautique navale de 1966 à 2010.

Dès 1965 le prototype 02 et les 4 appareils de présérie furent affectés au CEPA/10S de la Base d'aéronautique navale de Fréjus-Saint Raphaël, mais le 03 fut perdu sur accident le 30 mai. Il fut remplacé par un nouveau 03 [F-WMCU], en fait le 07 appartenant à l’École des mécaniciens de Sud-Aviation. Chargée de former les équipages, l’escadrille 20S, toujours à la BAN Fréjus-Saint Raphaël, reçut 4 Super Frelon version Ga entre le 22 août et novembre 1966, mais un exemplaire (n° 103) fut perdu en cours de livraison (rupture de pale au-dessus de Pourrières, 8 morts dont le lieutenant de vaisseau Georges Blondeau). Ces appareils permirent de former le 1er décembre 1967 l’escadrille 27S, qui devait remplacer la Section liaison Pacifique (SLPAC) équipée de Catalina. La 27S embarqua le 8 mars 1968 sur le Clemenceau avec 4 appareils (n°101, 102, 105, 106). Installés sur la base aérienne 185 Hao, ils assurèrent les missions les plus diverses : transport de matériel et de passagers, évacuations sanitaires… Un cinquième Super Frelon (n° 150 en remplacement du 103 détruit) fut livré en 1970 dans le Pacifique, mais un appareil fut renvoyé en France en 1971 (n°102) et deux autres en 1974 (n°105 et 150). En juillet 1978 les deux derniers Super Frelon du Pacifique embarquèrent sur le TCD Ouragan pour rejoindre Toulon.
Le premier Super Frelon ASM version Gb fut livré à la 20S en décembre 1967 (n° 112), et après une campagne d’endurance de 1 000 heures entre octobre 1968 et juillet 1969, les premiers équipages de la flottille 32F furent formés entre septembre 1969 et janvier 1970. Destinés à remplacer les Sikorsky HSS-1, les 4 premiers Super-Frelon arrivèrent à la BAN Lanvéoc-Poulmic le 21 janvier 1970 (n° 120, 134, 137, 141). Équipés de 4 torpilles Mk 44 et de 4 grenades anti-sous-marin, ils étaient chargés de la protection de la base sous-marine de l’île Longue, mais participaient aussi aux missions SAR ou aux opérations anti-pollution sur les épaves de pétroliers naufragés avec le système anti-pollution SOKAF. En 1980 les Lynx ont remplacé les SA.321G dans les missions ASM et la 32F a été reconvertie en flottille de transport et de sauvetage. À partir de septembre 1993, elle n’effectua plus que les missions de soutien spécifiques à la Bretagne. 18 appareils sont en ligne en 1982 selon le Jane's Information Group.
C’est en juin 1979 qu’arrivèrent à la BAN Saint-Mandrier les premiers Super-Frelon (N° 101, 102, 105, 106) devant remplacer les Sikorsky HSS-1 de la flottille 33F, unité de transport d'assaut, associée au Groupement des fusiliers marins commandos et intégrée à l’aviation embarquée. 4 autres seront affectés à cette flottille en 1980 et 1981 (n° 112, 144, 165 et 150). À partir de juin 1982, la flottille fut engagée au Liban dans les missions Olifant (avec renfort d’appareils de la 32F  en septembre 1982 et septembre 1983). Les hélicoptères de la flottille 33F participèrent également, entre autres, à l’opération Daguet en 1990/1991, et à l’opération Balbuzard en soutien du contingent français engagé dans l’ex-Yougoslavie de janvier 1993 à juillet 1995. Baptisées Salamandre, les missions de soutien des forces de l’IFOR voient encore les Super-Frelon embarquer sur le porte-avions Clemenceau en mer Adriatique de décembre 1995 à décembre 1996.
Le 1er octobre 1999 la flottille 33F a été dissoute, fusionnant avec l’escadrille 23S pour constituer à la Base d'aéronautique navale d'Hyères Le Palyvestre une nouvelle flottille, la 35F. Celle-ci disposait initialement de 5 SA 321G, 3 AS.365F Dauphin et 6 Alouette III, mais le 1er juin 2001 l’état-major de la marine décida de regrouper les hélicoptères de même type dans les mêmes flottilles, et les Super Frelon de la 35F furent transférés à la 32F.
Le 1er janvier 2008 il restait 7 Super Frelon en service à la 32F (n° 118, 134, 144, 160, 162, 163, 165), dont 1 détaché à Hyères, arborant un camouflage deux-tons de gris et utilisés pour les missions SAR ou C-SAR avec dépose de commandos. À bout de souffle (pour entretenir une machine en 2008, il fallait environ trente heures de maintenance pour une heure de vol), ils devaient être remplacés en 2005 par des NH-90NFH pour les missions SAR et des EC-725 AP pour les missions RESCo mais ces derniers ne devraient être opérationnels qu'en 2011 au plus tôt. Le 30 avril 2010, ils sont retirés du service, remplacés par des EC225,.
Plusieurs accidents ont émaillés la carrière du Super-Frelon avec perte de l'appareils et le décès de plusieurs membres de l'équipage 
- SF 03 le 30 mai 1965
- SF103 le 22 août 1966
- SF 141 le 7 mars 1971
- SF 147 le 17 mars 1976
- SF 161 le 8 mai 1977
- SF 149 le 16 février 1979
- SF 112 le 12 juin 1980
- SF 159 le 10 février 1986
8 Super-Frelon sont préservés dans des musées ou exposition statique à l'entrée des bases.
- Irak : 16 appareils ont été livrés (dont 6 en 1981[6]). On leur attribue la destruction de 25 bâtiments de surface durant la guerre Iran-Irak.
- Israël : 12 SA 321K ont été livrés en 1966. Ce furent les premiers Super Frelon engagés en opérations de guerre, transportant les commandos qui prirent l’aérodrome de Charm el-Cheikh en juin 1967. 8 semblaient toujours en service en 1989.
- Libye : 10 SA 321M livrés en 1971 et 6 SA 321GM en 1981.
- Malte : La Libye a prêté 2 SA 321M, qui ont été restitués en 1980.
- Norvège : 1 appareil
- Pays-Bas : 3 appareils
- Zaïre : 1 SA-321J  utilisé par le 12e Groupe de liaison, 1er  Groupement aérien de Kinshasa, pour les déplacements présidentiels, en 1986.

### Utilisateurs civils
- Australie : Un SA 321J livré à un opérateur civil.
- Grèce : Olympic Airways a mis en service l'unique SA 321F [F-OCMF Hermes] le 15 juillet 1968. Malgré un coût du siège-kilomètre relativement élevé, il connut un grand succès, assurant la liaison entre Athènes et Skiatos, Mykonos, Chios ou Santorin, des trajets effectués en 20 min contre 9 h en bateau. L’opération fut donc renouvelée en 1969. En trois mois il transporta 8 581 passagers et 35 tonnes de matériel, volant en moyenne 5 h par jour. Mais cette exploitation étant largement déficitaire, elle fut ensuite abandonnée.

## Remplacement
Les 7 Super Frelon de l'Aéronautique navale accusent leur âge, n'ayant à la fin de 2008 qu'un faible taux de disponibilité, qui a conduit à leur immobilisation en juin. Les premiers à être remplacés « de manière durable, jusqu'à nouvel ordre » par l'Eurocopter EC-725 Caracal le sont à partir de décembre 2008 au sein de la flottille 32F, tandis que les pilotes de l'Aéronautique navale commencent à être formés par ceux de l'Armée de l'air.
En avril 2010, le premier EC225 est livré à Lanvéoc-Poulmic pour remplacer les Super-Frelon,. Les derniers Super Frelon ont été retirés du service le 30 avril 2010.

## Galerie

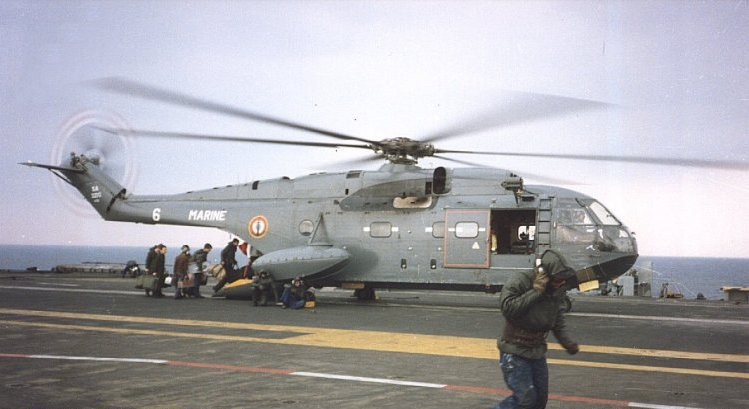
Un hélicoptère Super Frelon sur le pont d'envol du Clemenceau (1985)
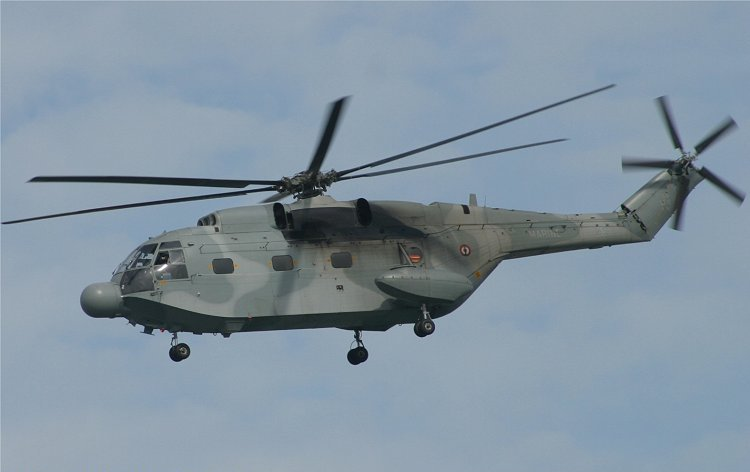
L'hélicoptère Super Frelon no 165 de la flottille 32F en vol à Portsmouth (10 juin 2004).
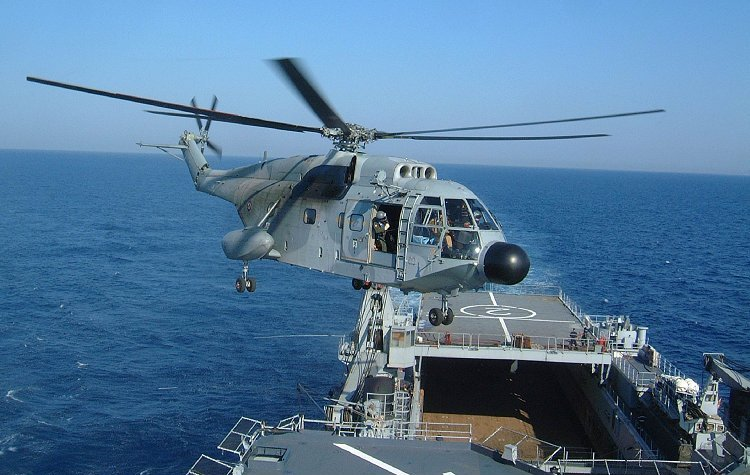
Un hélicoptère Super Frelon en appontage sur le LPD Ouragan (16 septembre 2003).
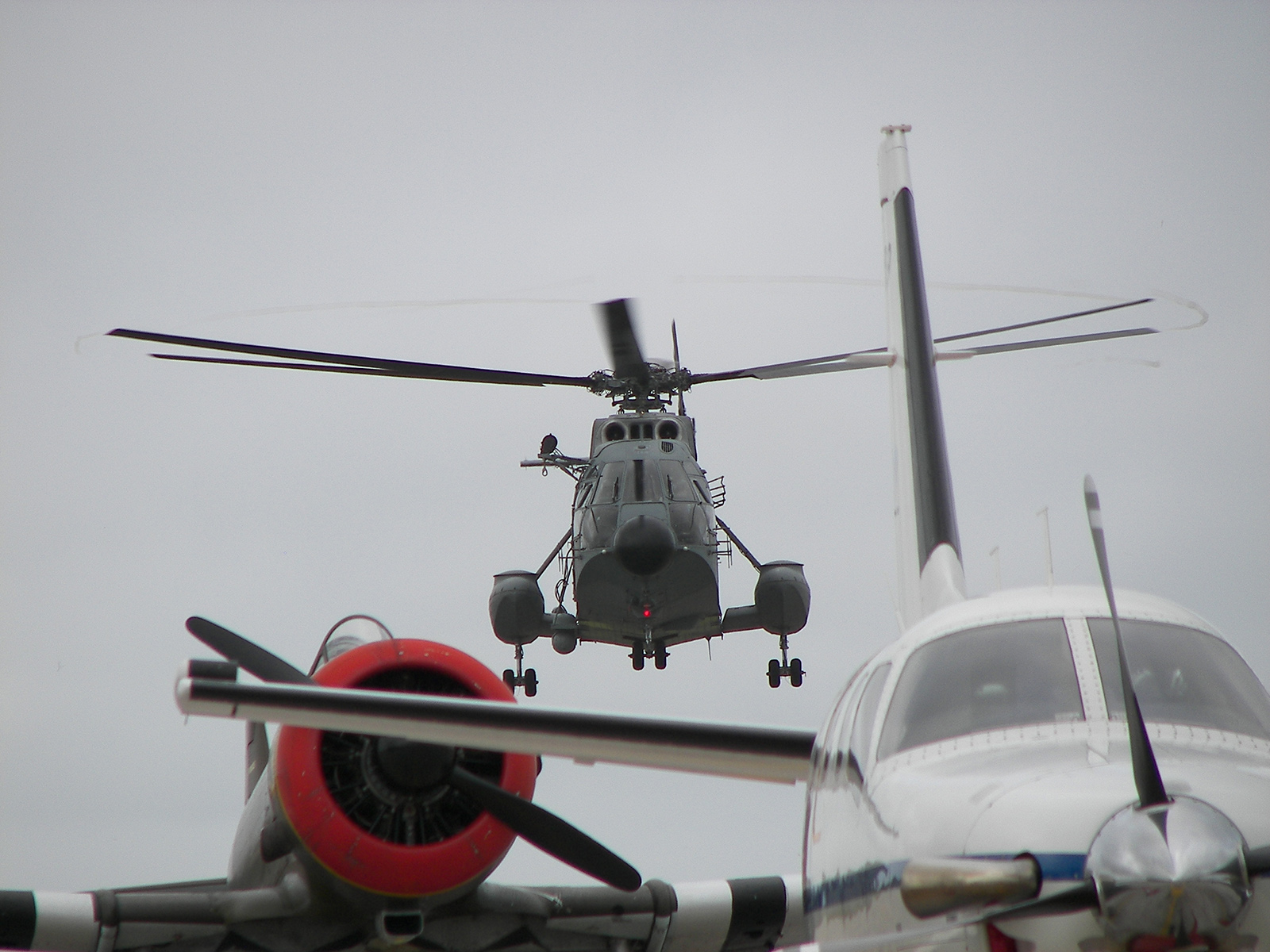
Super frelon de la flottille 32F lors d'un meeting de la BAN Lanvéoc-Poulmic en 2007 pour les 100 ans de l'hélicoptère
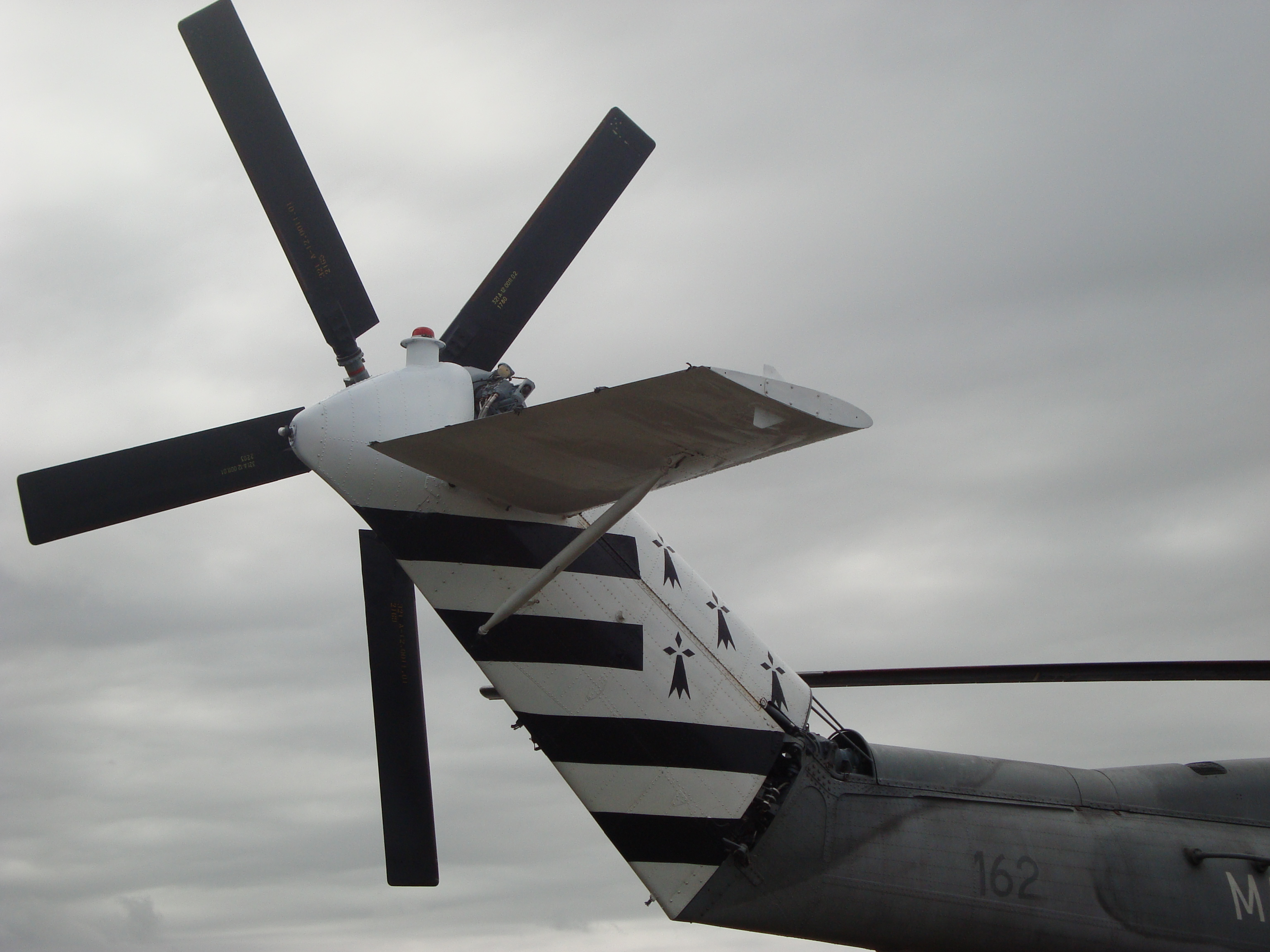
Super Frelon flottille 32F rotor anti-couple aux couleurs Bretonnes à l'aéroport de Dinard Pleurtuit Saint-Malo
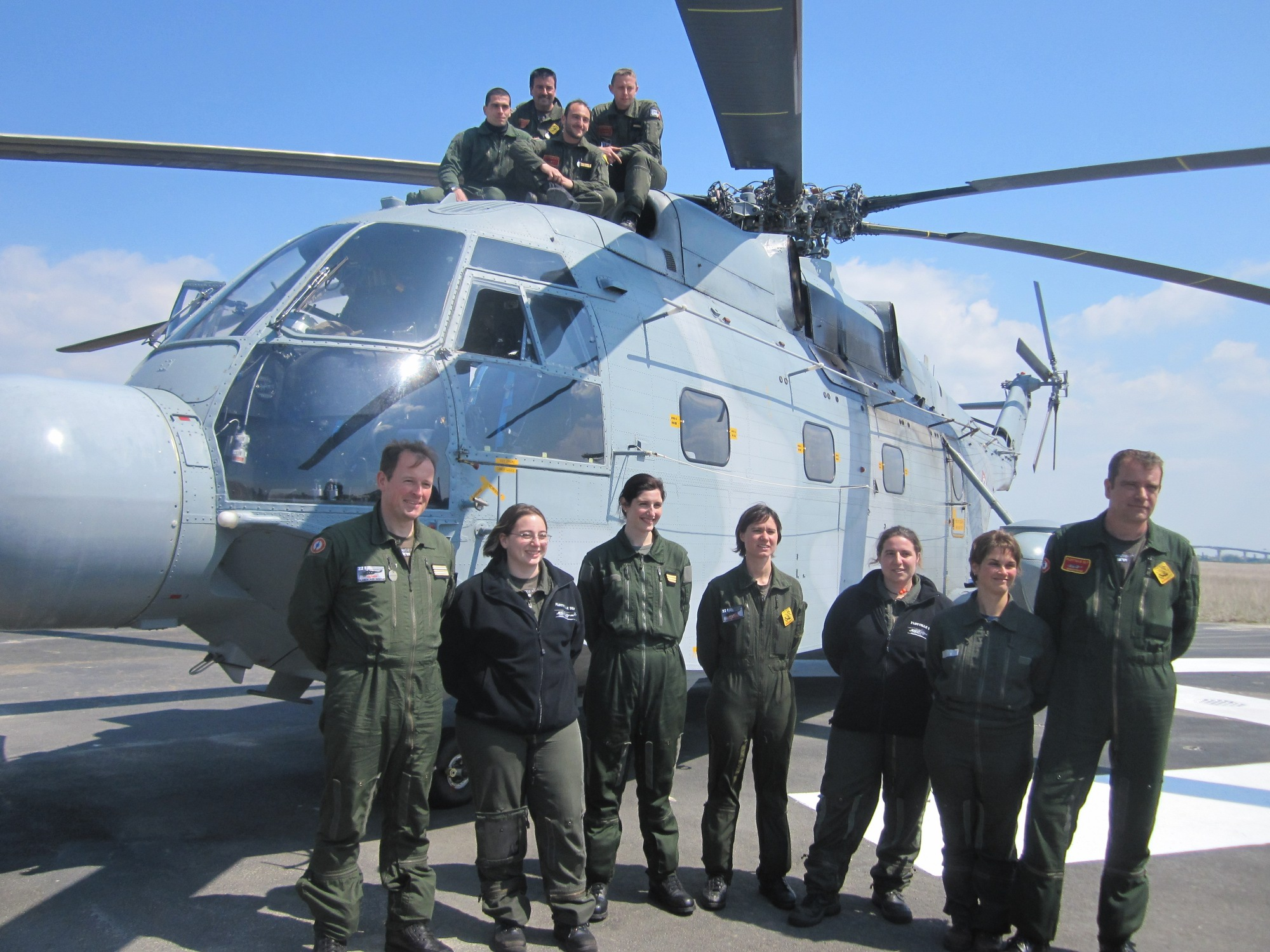
Le dernier vol d'un Super Frelon français, l'appareil de la 32F est le dernier à avoir volé en France le 6 mai 2010 et a été légué au musée de l'aéronavale de Rochefort.

## Culture populaire
- Le Super Frelon apparaît dans le film La Bête de guerre, dans lequel il est maquillé en Mil Mi-8.